# 명신고등학교
명신고등학교(明新高等學校)는 대한민국 경상남도 진주시 초전동에 위치한 공립 고등학교이다.

## 학교 연혁
- 1980년 5월 15일 : 학교법인 석은학원(石隱學園) 설립
- 1983년 4월 19일 : 학교 설립 승인 (18학급)
- 1983년 8월 11일 : 법인 새 이사진 구성(김장하 이사장 취임)
- 1983년 12월 23일 : 학교 법인 명칭 변경(石隱學園을 南星學塾으로 변경)
- 1984년 3월 1일 : 초대 강극영 교장 취임
- 1984년 3월 2일 : 명신고등학교 개교 및 제1회 입학식(신입생 488명)
- 1986년 11월 7일 : 학급 증설 인가(30학급)
- 1987년 2월 14일 : 제1회 졸업식(졸업생 455명)
- 1989년 12월 22일 : 도서관(明新圖書館) 및 체육관(靑雄館) 준공
- 1991년 8월 17일 : 김장하 이사장 명신고등학교 국가 기증 선언
- 1991년 9월 1일 : 명신고등학교를 공립으로 전환(김장하 이사장 남성학숙 전재산 국가 기증)
- 2002년 6월 11일 : 별관 교사 신축 공사 준공(보통 교실 16실)
- 2023년 2월 9일 : 제37회 졸업식(졸업생 217명, 졸업생누계 15,339명)
- 2023년 3월 2일 : 입학식(신입생 9학급 239명)
- 2024년 9월 1일 : 제20대 황영태 교장 취임

## 참고 자료
- 명신고등학교 - 한국교육학술정보원 학교알리미